# Eric van Young
Eric Van Young (3 de enero de 1946-20 de diciembre de 2024) fue un historiador estadounidense especializado en la época colonial y la Guerra de Independencia de México.

## Trayectoria profesional
Eric Van Young fue un historiador estadounidense especializado en la historia agraria de la época colonial además de la historia cultural, social y política de México en el siglo XIX. Obtuvo su B.A. with Honors, History, University of Chicago, 1967, su 
M.A., History, University of California, Berkeley, 1968 y su Ph.D., History, University of California, Berkeley, 1978. Uno de sus últimos empleos fue el de  profesor de historia en la Universidad de California en San Diego.

## Obras
- La ciudad y el campo en el México del siglo XVIII: La economía rural de la región de Guadalajara, 1675-1820. México: Fondo de Cultura Económica, 1990.

- La ciudad y el campo en la historia de México, co-edited with Ricardo Sánchez and Gisela von Wobeser; 2 vols. México: Universidad Nacional Autónoma de México, 1992.

- Colección Documental de la Independencia Mexicana, edición e introducción. México: Universidad Iberoamericana, 1998.

- La crisis del orden colonial: Estructura agraria y rebeliones populares en la Nueva España, 1750-1821. México: Alianza Editorial, 1992.

- Mexican Regions: Comparative History and Development, edición, introducción, San Diego: Center for U.S.-Mexican Studies, University of California, San Diego, 1992.

- La otra rebelión : la lucha por la independencia de México, 1810-1821, México: Fondo de Cultura Económica, 2006

- From Empire to Nation: Historical Perspectives on the Making of the Modern World, editado con Joseph Esherick y Hasan Kayali Boulder: Rowman and Littlefield, 2006.

- Mexican Soundings: Essay in Honour of David A. Brading, coeditado con Susan Deans-Smith; London: Institute for the Study of the Americas, University of London, 2007.[4][5][6]

- Economía, política y cultura en la historia de México: Ensayos historiográficos, metodológicos y teóricos de tres décadas. San Luis Potosí: El Colegio de San Luis/El Colegio de Michoacán, El Colegio de la Frontera Norte, 2010.

- Writing Mexican History. Stanford, California: Stanford University Press, 2012.

- Stormy Passage: Mexico from Colony to Republic (1750- 1850), Lanham, Maryland: Rowman and Littlefield, Publishers (en prensa).
- The Other Rebellion: Popular Violence, Ideology, and the Mexican Struggle for Independence, 1810-1821[7][8][9][10]
- Hacienda and Market in Eighteenth-Century Mexico. The Rural Economy of the Guadalajara Region, 1675-1820[11][12][13][14]

## Premios y reconocimientos
- Thomas F. McGann Memorial Prize in History, Rocky Mountain Council on Latin American Studies, Annual Meeting, Tucson, February, 1984 (co-winner for best paper in Latin American history).

- Hubert Herring Award for the Best Article in Latin American Studies, Pacific Coast Council on Latin American Studies, 1984 (for an article published in Latin American Research Review, 1983).

Miembro correspondiente de la Academia Mexicana de Ciencias.